# Chiesa del Corpus Domini (Acerra)
La chiesa del Corpus Domini era un edificio di culto della città di Acerra, situato in piazza Duomo. Oggi è sede del museo diocesano.

## Storia e descrizione
La Chiesa fu realizzata probabilmente intorno alla metà del XIV secolo e dal 1777 fu retta da una Congregazione laicale, fornita di regola nel 1794.
Essa presenta una facciata molto semplice, di stile neoclassico, con campanile e, all'interno, un'unica navata con tre altari su entrambi i lati.
Sull'altare maggiore era presente una tela seicentesca di Massimo Stanzione e ai suoi lati erano presenti altre due tele settecentesche, raffiguranti L'istituzione dell'eucaristia e Le nozze di Cana.
Nell'oratorio della chiesa erano presenti varie tele di forma stellare, risalenti al Medioevo, due quadretti a rettangoli centinati con due angioletti, nonché due busti intagliati in legno: uno realizzato nel XVIII secolo e raffigurante Sant'Ignazio e l'altro raffigurante San Casurio e risalente alla seconda metà del XVII secolo. Sotto la volta piana del locale era presente una tela raffigurante la Trasfigurazione .Sul triangolo decorativo del seggio del priore, infine, si trovava una tavoletta probabilmente quattrocentesca raffigurante Gesù Crocifisso con ai piedi la Beata Vergine e  San Giovanni Battista.
Tutte queste opere sono andate perdute a seguito di diversi furti .

## Il museo diocesano
Fu fondato il 3 dicembre 2004, dopo una lunga serie di restauri, ed è stato allestito non solo all'interno della chiesa ma anche nei locali ad essa adiacente e si divide in tre sezioni:
- Devozioni e vita religiosa,
- Storia della diocesi,
- Sala per esposizioni.